# Heteronotia atra
Heteronotia atra — вид геконоподібних ящірок родини геконових (Gekkonidae). Ендемік Австралії.

## Поширення і екологія
Heteronotia atra мешкають на північному заході регіону Пілбара у Західній Австралії. Вони живуть серед базальтових плато в горах Чічестер, порослих чагарниками та Triodia.